# Gwardia Katowice (hokej na lodzie)
Gwardia Katowice – polski klub hokeja na lodzie z siedzibą w Katowicach. Klub został rozwiązany.
Zespół działał jako sekcja klubu Gwardia Katowice. W latach 1953–1956 z uwagi na przemianowanie miasta, funkcjonował pod nazwą Gwardia Stalinogród. W latach 1952–1953 zespół Gwardii trzykrotnie uczestniczył w turniejach mistrzostw Polski, każdorazowo nie odnosząc w nich zwycięstwa meczowego i tym samym zajmując czwarte miejsce w rywalizacji. W sezonie 1955/1956 był jednym z pierwszych ośmiu uczestników pierwszego sezonu I ligi, w którym zajął ostatnie miejsce i został zdegradowany. Następnie zespół występował w II lidze.
Gwardia była także trzykrotnym złotym medalistą mistrzostw Polski juniorów w latach 1954, 1955, 1956.

## Sezony
- 1951: MP – 7. lub 8. miejsce
- 1952: MP – 4. miejsce
- 1953: MP – 4. miejsce
- 1954: MP – 4. miejsce
- 1955: MP – 5. miejsce
- 1955: MP – 5. miejsce
- 1956: I liga – 8. miejsce, spadek
- 1957: II liga –
- 1960: III liga – mistrz okręgu katowickiego, udział w eliminacjach o II ligę 1960/1961[1][2]